# مدحلة (أداة زراعية)

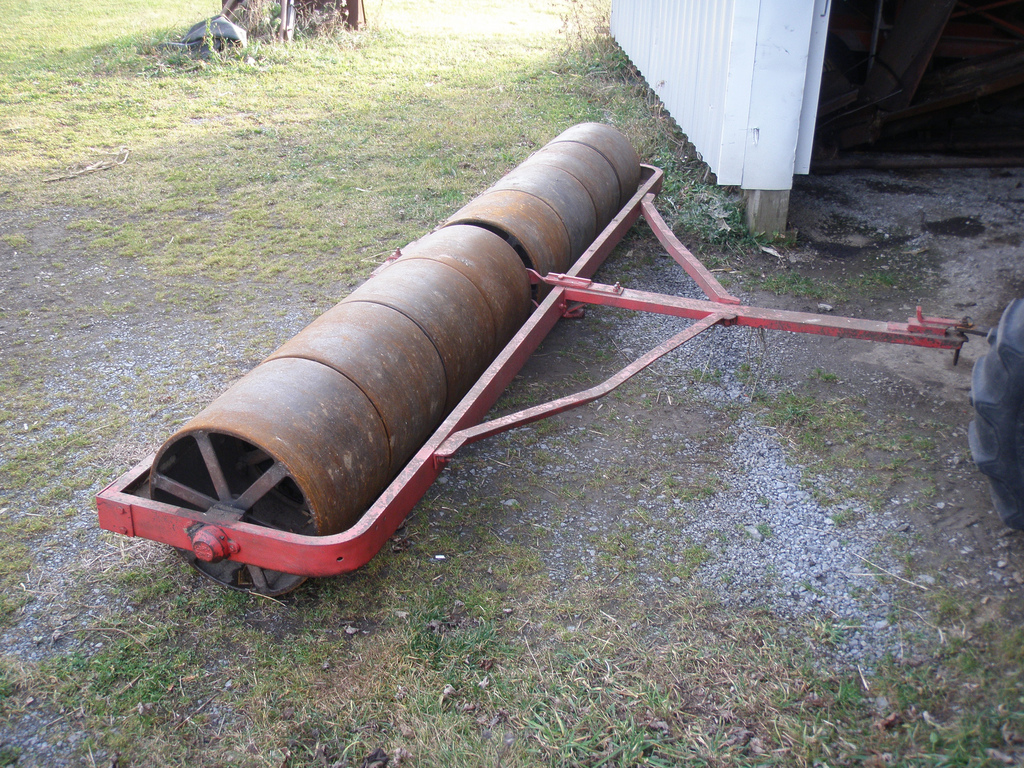
مدحلة ملساء بطول 12 قدم

المدحلة هي أداة زراعية تستخدم لتسطيح الأرض وتكسير الكتل الكبيرة في الأرض، خصوصاً بعد حراثة.نموذجياً، تحرك المدحلة بواسطة الجرار أو قبل اختراع الالات بواسطة الحيوانات مثل الخيول و الثيران.بجانب العمليات الزراعية، تستخدم المدحلة في ملاعب الكريكت و الأراضي الموجودة في المناطق الداخلية.

## ملاعب الكريكت
في الكريكت، المدحلة تستخدم لجعل الملعب مسطحاً وأقل خطراً على اللاعبين.
تأتي المدحلة في عدة أحجام خلال تاريخ الكريكت، من المدحلة الخفيفة التي كانت تستخدم في الملاعب المشكوفة خلال عام 1950 وذلك لجعل ضرب الكرة أقل سهولة وحتى المدحلة الثقلية التي تستخدم في الملاعب الكريكت الاحترافية في الوقت الحاضر، لكن لها تأثير كبير على اللعبة وذلك بإقصاء الرامين. يبدأ دحل الملاعب بعد كل جولة أونهاية اللعبة، المدحلة الثقلية لها بعض الانتقادات لجعل ضرب الكرة سهل للغاية وتخفيف معدل جفاف الأرض بعد هطول الأمطار وذلك في مناخ انكلترا البارد.